# Закон о языке (Эстония)
Закон о языке Эстонии (эст. keeleseadus) принят 23 февраля 2011 года, вступил в силу с 1 июля 2011 года. Он состоит из 8 глав и 46 статей.

## Закон 2011 года
В законе отмечается усиление надзорной составляющей. Как отмечает глава языковой инспекции И. Томуск, «В сравнении с действующим в новом законе больше всего изменилась область информационного языка (ст. 16» и «Совершенно новой по сравнению с действующим законом является статья 19» (о заключении договоров). Уточнены положения о том, к кому предъявляются требования по владению эстонским языком и когда для подтверждения владения им необходим особый экзамен. Министерство образования получит право контролировать качество курсов эстонского языка для взрослых, в том числе краткосрочных.
Консультативный комитет Рамочной конвенции о защите национальных меньшинств в апреле 2011 года призвал Эстонию отказаться от штрафов за нарушения закона о языке и рассмотреть возможность упразднения языковой инспекции.
В 2015 году вступили в силу изменения к закону, предусматривающие, что штрафы за недостаточное владение работниками эстонским языком будут налагаться на работодателей вместо работников.
ЕКРН в 2015 году выразила озабоченность подходом закона к уровням владения языком и рекомендовала провести лингвистический и юридический экспертный анализ того, не содержит ли закон косвенной дискриминации в доступе к занятости в отношении тех, кто обучался не на эстонском языке.

## Предыстория
Когда в 2009 году был опубликован проект нового закона о языке, МИД России усмотрел в нём иллюстрацию главного направления мысли эстонских законодателей, усиливающего дискриминацию проживающего в Эстонии русскоговорящего меньшинства.
Закон о языке, действовавший до 2011 года, был принят в 1995 году. Поправки, внесённые в него в 2000 году, приветствовались Верховным комиссаром ОБСЕ по делам национальных меньшинств. Поправки, внесённые в него в 2007 году, вызвали протест «Международной амнистии»
Закон 1995 года пришёл на смену Закону Эстонской ССР о языке, принятому в 1989 году.